# Ratched
Ratched es una serie de televisión web estadounidense de drama de terror psicológico, basada en la novela de 1962 One Flew Over the Cuckoo's Nest de Ken Kesey, que se estrenó en Netflix el 18 de septiembre de 2020. La serie fue creada por Evan Romansky y está protagonizada por Sarah Paulson como la enfermera Ratched. En febrero de 2024, Paulson reveló que no habría una segunda temporada, a pesar de haber sido anunciada.

## Sinopsis
Ratched es una serie dramática de suspenso, que cuenta la historia del origen de la enfermera de asilo Mildred Ratched. 
En 1947, Mildred llega al norte de California para buscar empleo en un importante hospital psiquiátrico donde se han iniciado nuevos e inquietantes experimentos sobre la mente humana. 
En una misión clandestina, Mildred se presenta a sí misma como la imagen perfecta de lo que debería ser una enfermera dedicada, pero las ruedas siempre están girando y cuando comienza a infiltrarse en el sistema de atención de salud mental y en los que están dentro de él, el elegante exterior de Mildred oculta una creciente oscuridad que lleva mucho tiempo ardiendo por dentro, revelando que los verdaderos monstruos no nacen, se hacen.

## Reparto y personajes

### Principales
- Sarah Paulson como Mildred Ratched
- Finn Wittrock como Edmund Tolleson, un asesino en serie y hermano adoptivo de Mildred.
- Cynthia Nixon como Gwendolyn Briggs, la ayudante del alcalde e interés amoroso de Ratched.
- Jon Jon Briones como Dr. Richard Hannover, el director del psiquiátrico.
- Charlie Carver como Huck Finnigan, enfermero del psiquiátrico.
- Judy Davis como Betsy Bucket, enfermera en jefe del psiquiátrico.
- Sharon Stone como Lenore Hortense  Osgood, una mujer millonaria que tiene un pasado con el doctor Hannover.

### Recurrentes
- Corey Stoll como Charles Wainwright
- Vincent D'Onofrio como el gobernador George Milburn
- Alice Englert como la enfermera Dolly
- Amanda Plummer como Louise
- Jermaine Williams como Harold
- Annie Starke como Lily Cartwright
- Sophie Okonedo como Charlotte Wells
- Brandon Flynn como Henry Osgood
- Michael Benjamin Washington como Trevor Briggs

### Invitados
- Hunter Parrish como el padre  Andrews
- Robert Curtis Brown como el monseñor Sullivan
- Daniel Di Tomasso como Dario Salvatore
- Harriet Sansom Harris como Ingrid Blix
- Joseph Marcell como Len Bronley
- Rosanna Arquette como Anna
- Liz Femi como Leona
- Teo Briones como Peter
- Kerry Knuppe como Doris Mayfair
- Benjamin Rigby como Case Hitchen

## Episodios
| N.º en serie | N.º en temp. | Título                     | Dirigido por      | Escrito por                                 | Fecha de lanzamiento original |
| ------------ | ------------ | -------------------------- | ----------------- | ------------------------------------------- | ----------------------------- |
| 1            | 1            | «Pilot»                    | Ryan Murphy       | Evan Roma                                   | 18 de septiembre de 2020      |
| 2            | 2            | «Ice Pick»                 | Ryan Murphy       | Ian Brennan                                 | 18 de septiembre de 2020      |
| 3            | 3            | «Angel of Mercy»           | Nelson Cragg      | Ian Brennan                                 | 18 de septiembre de 2020      |
| 4            | 4            | «Angel of Mercy: Part Two» | Michael Uppendahl | Evan Romansky                               | 18 de septiembre de 2020      |
| 5            | 5            | «The Dance»                | Michael Uppendahl | Ian Brennan                                 | 18 de septiembre de 2020      |
| 6            | 6            | «Got No Strings»           | Jessica Yu        | Jennifer Salt & Ian Brennan                 | 18 de septiembre de 2020      |
| 7            | 7            | «The Bucket List»          | Jennifer Lynch    | Ian Brennan                                 | 18 de septiembre de 2020      |
| 8            | 8            | «Mildred and Edmund»       | Daniel Minahan    | Ian Brennan & Evan Romansky & Jennifer Salt | 18 de septiembre de 2020      |

## Producción

### Desarrollo
El 6 de septiembre de 2017, se anunció que Netflix le había dado a la producción un pedido de serie por dos temporadas que constaba de nueve episodios cada una. Netflix supuestamente ganó una guerra de ofertas por Hulu y Apple, quienes también estaban interesados en desarrollar el proyecto. La serie fue creada por Evan Romansky, quien también escribió el piloto. Su guion finalmente fue recibido por el productor de televisión Ryan Murphy, quien luego pasó un año asegurando los derechos del personaje de Nurse Ratched y la participación de los herederos de Saul Zaentz y Michael Douglas, quien poseía los derechos de pantalla de One Flew Over The Cuckoo's Nest. Se espera que Murphy dirija el piloto y el productor ejecutivo junto a Douglas, Aleen Keshishian, Margaret Riley y Jacob Epstein. Las compañías de producción involucradas en la serie incluirán Fox 21 Television Studios, The Saul Zaentz Company y Ryan Murphy Productions.

### Casting
Junto con el anuncio inicial del pedido de la serie, se confirmó que Sarah Paulson había sido elegida para el papel principal de Enfermera Ratched. El 11 de diciembre de 2018, se informó que Finn Wittrock y Jon Jon Briones se habían unido al elenco de la serie. El 14 de enero de 2019, se anunció que Charlie Carver, Judy Davis, Harriet Harris, Cynthia Nixon, Hunter Parrish, Amanda Plummer, Corey Stoll y Sharon Stone habían sido elegidos para la serie. En febrero de 2019, se informó que Rosanna Arquette, Vincent D'Onofrio, Don Cheadle, Alice Englert, Annie Starke y Stan Van Winkle habían sido elegidos para papeles recurrentes. El 29 de julio de 2020, se informó que Sophie Okonedo, Liz Femi y Brandon Flynn fueron elegidos para papeles recurrentes.

### Rodaje
La filmación de la primera temporada tuvo lugar a principios de 2019.

## Lanzamiento
La serie se estrenó el 18 de septiembre de 2020 a nivel mundial a través de la plataforma digital Netflix contando por el momento con 8 episodios. 
El tráiler oficial de la serie se lanzó el 4 de agosto de 2020.

## Recepción
Para la primera temporada, el agregador de reseñas Rotten Tomatoes recopiló 84 críticas e identificó el 60% de ellas como positivas, con una calificación promedio de 6.19 / 10. El consenso de los críticos del sitio web afirma: "Ratched es innegablemente elegante, pero los huecos de la trama lascivos y las caracterizaciones caricaturescas socavan su magnífica producción y sus actuaciones comprometidas". Por su parte, Metacritic asignó a la temporada una puntuación media ponderada de 49 sobre 100 basándose en 31 críticos, lo que indica "críticas mixtas o promedio."
El pasado 16 de octubre de 2020, Netflix, reveló que Ratched se convirtió en el mejor estreno de una serie original en la plataforma de todo el año 2020, con un promedio de 48 millones de reproducciones durante sus primeros 28 días tras su estreno.

### Reconocimientos
| Año  | Premiación           | Categoría                                               | Nominado(s)   | Resultado | Ref.   |
| ---- | -------------------- | ------------------------------------------------------- | ------------- | --------- | ------ |
| 2021 | Premios Globo de Oro | Mejor serie - Drama                                     | Ratched       | Nominada  | [ 15 ] |
| 2021 | Premios Globo de Oro | Mejor actriz de serie - Drama                           | Sarah Paulson | Nominada  | [ 15 ] |
| 2021 | Premios Globo de Oro | Mejor actriz de reparto de serie, miniserie o telefilme | Cynthia Nixon | Nominada  | [ 15 ] |